# Damian Bocheński
Damian Waldemar Bocheński (ur. 1961)  – polski inżynier,  dr hab. nauk technicznych, adiunkt Katedry Siłowni Morskich i Lądowych i prodziekan Wydziału Oceanotechniki i Okrętownictwa Politechniki Gdańskiej.

## Życiorys
W 1987 ukończył studia w Instytucie Okrętowym na Politechnice Gdańskiej, 21 maja 1996  obronił pracę doktorską Dobór głównych parametrów układów wytwarzania i gospodarki wodą słodką na uprzemysłowionych statkach rybackich z uwzględnieniem rzeczywistych warunków ich eksploatacji, 30 września 2014 uzyskał stopień doktora habilitowanego. W 2017 nadano mu tytuł profesora nadzwyczajnego.
Objął funkcję adiunkta w Katedrze Siłowni Morskich i Lądowych, oraz prodziekana na  Wydziale Oceanotechniki i Okrętownictwa Politechniki Gdańskiej.
W 2019 otrzymał nominację na profesora uczelni Politechniki Gdańskiej.

## Odznaczenia
- Brązowy Krzyż Zasługi (1997)[3]